# Marcelino García Cortés
Marcelino García Cortés (ur. 25 sierpnia 1980 w Sewilli) – hiszpański wioślarz.

## Osiągnięcia
- Mistrzostwa Świata Juniorów – Hazewinkel 1997 – ósemka – 7. miejsce[1].
- Mistrzostwa Świata Juniorów – Linz 1998 – czwórka podwójna – 4. miejsce[1].
- Mistrzostwa Świata – Sewilla 2002 – dwójka bez sternika – 16. miejsce[1].
- Mistrzostwa Świata – Poznań 2009 – czwórka bez sternika – 8. miejsce[1].
- Mistrzostwa Europy – Brześć 2009 – czwórka bez sternika – 3. miejsce[1].
- Mistrzostwa Europy – Montemor-o-Velho 2010 – czwórka bez sternika – 7. miejsce[1].